# Lakshmî Bâî
Titres
Maharani de Jhansi
1842 – 1858
Régente de Jhansi
21 novembre 1853 – 10 mars 1854
Lakshmî Bai (en marathi : झाशीची राणी लक्ष्मीबाई), née Manikarnika Tambe le 19 novembre 1828 à Varanasi et morte le 18 juin 1858 à Gwâlior, maharani de la principauté de Jhansi en Inde du nord, est une héroïne de la révolte des Cipayes, considérée comme la première guerre d'indépendance par les nationalistes d'Inde. Elle est devenue un symbole de la résistance à la colonisation britannique.

## Biographie
Née vers 1827 dans l’actuelle Varanasi, dans le nord-est de l’Inde, Lakshmi Bai, ou Manikarnika de son nom de naissance, était la fille d’un [Quoi ?]. Les brahames n’appartenaient pas à l’aristocratie, mais plutôt à une caste supérieure de prêtres et d’intellectuels. À l’âge de quatre ans, elle partit pour la cour avec son père, après la mort de sa mère. Le peshwa l’éleva comme sa propre fille. Manikarnika reçut une éducation différente de celle de la plupart des filles et pratiqua les arts martiaux, l’escrime et l’équitation avec les garçons. 

### Jeunesse et mariage

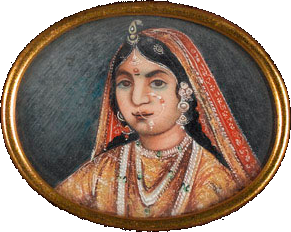
Un portrait de la rani.

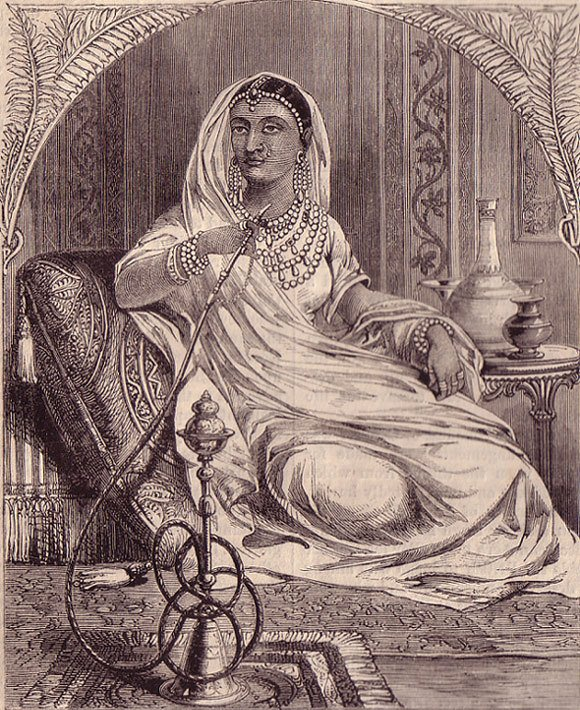
La rani de Jhânsi, Chambers's History of the Revolt in India; Londres: Chambers, 1859.

Elle naît le 19 novembre 1828 à Varanasi dans une riche famille de haute caste sous le nom de Manukarnika, un des noms du Gange. Son père est un brahmane  conseiller du peshwa de l’Empire marathe, Baji Rao II.
Elle reçoit une excellente éducation et apprend à monter à cheval et à manier les armes tout en jouant avec ses frères. Elle prend le nom de Lakshmi Bai lors de son mariage avec Gangadhar Rao, le maharaja de Jhansi.
Gangadhar Rao était dans sa quarantaine à l'époque de leur mariage, en mai 1842. Il avait été marié en premières noces mais sa première épouse était morte sans donner naissance à un héritier. En 1851, la nouvelle ranî accouche d'un fils qui ne survit que trois mois. Conformément à la tradition indienne, en 1853, Gangadhar adopte un enfant, Damodar Rao, pour lui succéder sur le trône. Gangadhar Rao la nomme également régente du royaume jusqu’à ce que le garçon soit en âge de régner. 

### Succession et régence
Au décès de son père adoptif en 1853, Damodar Rao étant mineur, c'est Lakshmî Bâî qui assure la régence.
Le gouverneur général Dalhousie décide alors que, suivant la doctrine de préemption qu'il a lui-même définie, puisque Gangadhar Rao n'a laissé aucun héritier, l'État de Jhânsi est annexé par la Compagnie anglaise des Indes orientales, rejetant les prétentions de Damodar Rao comme héritier de droit. La rani envoie une pétition à Dalhousie, puis en appelle à Londres, mais sans succès. En mars 1854, elle se voit attribuer une pension annuelle de 60 000 roupies et doit quitter le palais de Jhansi.

### Héroïne de la révolte des cipayes

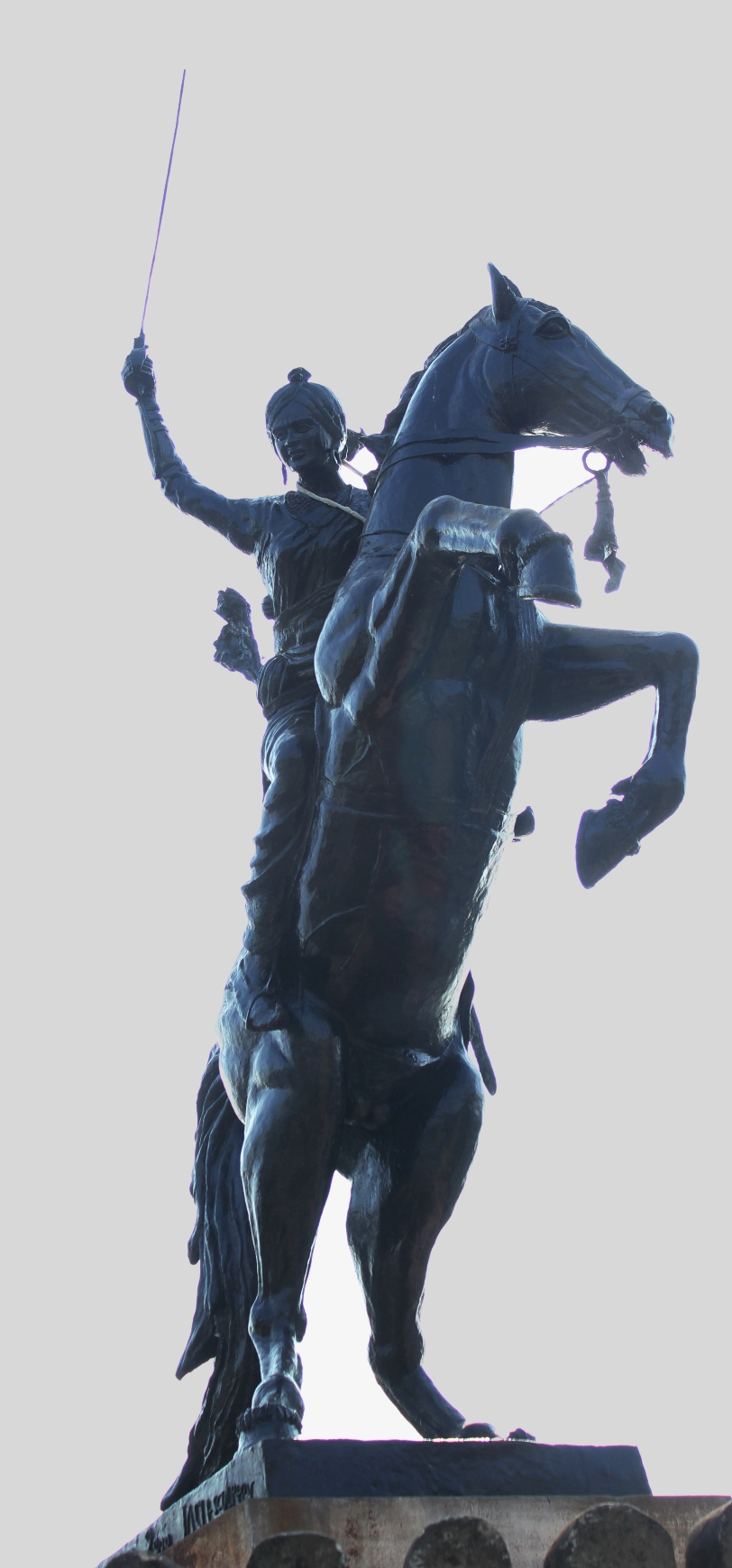
Statue équestre de la rani à Shivranjini, Ahmedabad.

Refusant de renoncer à son royaume, Lakshmî Bâî rassemble en pleine révolte des cipayes une armée de volontaires forte de 14 000 femmes et fait améliorer les défenses de la ville qui est attaquée par les Britanniques le 25 mars 1858. La bataille de Jhansi est féroce, hommes et femmes participent à repousser les assiégeants et la rani elle-même mène ses troupes pour la défense de la ville qui finit par tomber, après deux semaines de siège.
Un prêtre hindou, Vishnubhat Godse, témoin de la victoire britannique, relate qu'elle fut suivie de quatre jours d'incendies, de pillages et de meurtres, et que l'air empestait l'odeur forte de la chair brûlée. Les historiens britanniques, de leur côté, affirment que seuls quatre à cinq mille combattants ont été exécutés tandis que les civils étaient épargnés.
La rani réussit cependant à s'échapper à dos de cheval à la faveur de l'obscurité et parcourt en vingt-quatre heures les cent cinquante kilomètres qui la séparent de la forteresse de Kalpi où elle est rejointe par plusieurs princes rebelles. Là, elle les persuade de reprendre l'offensive et de s'emparer de la forteresse de Gwâlior. La réussite de cette opération resserre les rangs des rebelles. Cependant, les forces britanniques (les Irish Hussars) ne tardent pas à reprendre la forteresse et Lakshmî Bâî meurt le deuxième jour des combats, le 18 juin 1858.
Lord Canning, Gouverneur général de l’Inde indiqua dans une note que Lakshmî Bâî qui « montait et s’habillait comme un homme (avec un turban) »  qu'un cavalier du huitième régiment des hussards la tua avec son épée voulant riposter à une balle qui l'avait touché dans le dos . Le Général Rose déclara après sa mort que « la mutinerie indienne avait engendré un homme, et que cet homme était une femme ».

## Hommages
- Plusieurs statues équestres monumentales à son effigie sont visibles notamment à Agra, Ahmedabad, Gwâlior et Jhansi.
- Son nom a été donné en 1943 par Subhash Chandra Bose au premier régiment constitué de femmes, le Rani of Jhansi Regiment de l'Armée nationale indienne[11] qui doit combattre pour l'indépendance de l'Inde. Lakshmi Sahgal en sera colonel
- Plusieurs timbres postaux à son effigie sont émis en Inde en 1957 et elle figure sur le timbre de la première guerre d'indépendance en 1988[12].

## Dans la culture populaire

### Films
- 1953 : Jhansi Ki Rani de Sohrab Modi.
- 2005 : Mangal Pandey: The Rising de Ketan Mehta.
- 2019 : The Warrior Queen of Jhansi de Swati Bhise.
- 2019 : Manikarnika: The Queen of Jhansi de Krish Jagarlamudi et Kangana Ranaut.
- 2019 : Sye Raa Narasimha Reddy de Surender Reddy.

### Littérature
- Michel de Grèce, La Femme sacrée, Pocket, 1988 (ISBN 978-2-266-02361-0).  — Biographie romancée mais très documentée de Lakshmî Bâî
- Catherine Clément, La Reine des cipayes : roman, Paris, Seuil, 2012, 381 p. (ISBN 978-2-02-102651-1).
- Une douzaine de romans anglophones.

### Jeux vidéos
- Dans le jeu The Order: 1886 sorti en 2015, le joueur croise une version fictive de Lakshmî Bai, chef rebelle luttant contre la United India Company.
- Fate/Grand Order (2015)